# 楊秉基
楊秉基（2015年香港十大傑出青年，香港劇場工作者，畢業於香港演藝學院戲劇學院編劇系，為獨立劇團好戲量創團藝術總監，現為教育署學校戲劇節資深評判之一。楊氏把一人一故事劇場及論壇劇場合併，創出《展望劇場PlayForward Theatre》，擔當香港《一人一故事劇場之大家庭聚會》統籌一職，並是中文一人一故事劇場書籍《流動塑像》的編者之一。先後策劃兩個大型獨立藝術節《香港逆流藝術節》及《藝術反擊戰》。
楊氏的劇作打破傳統界限，結合民眾劇場形式，發展出獨特的表演藝術語言，成績獲得肯定，並於2011年獲香港藝術發展局肯定其成績而讓好戲量進昇為一年資助專業藝團，成為最年輕獲資助的藝團。除劇場演出外，推出《西九龍文娛藝術街》計劃，把劇場帶到社區及街頭，讓更多人可以近距離接觸戲劇；以及將劇團於大角咀的排練室「戲劇工廠」發展為新的小小劇場，定時上演一人一故事劇場及展望劇場，又租借予表演團體排練或演出。

## 獎項
- 曾獲提名參加藝術發展局的戲劇新進獎
- 先後六度獲提名香港藝術發展獎
- 憑《吉蒂與死人頭》獲2000年戲劇匯演優異編劇獎
- 《Bloomberg Scholarship》
- 擔任編劇的獨立短片《1+1》先後獲得鮮浪潮最佳電影及IFVA公開組金獎

## 主要編劇作品
- 《吉蒂與死人頭》（2000）
- 《遊樂場的極樂世界》（2001）
- 《玩盡我愛你百萬富翁》（2001）
- 《忘了時間》（2001）
- 《與高行健玩遊戲》（2002）
- 《好好心·分分手》（2002）
- 《等待明光》（2002）
- 《與豬腩肉玩遊戲》（2003）
- 《非典型廢人》（2003）
- 《駒歌》（2003）
- 《陰質教育》（2003）
- 《或者長毛、或者切·古華拉》（2004）
- 《我愛你個頭》（2005）
- 《吉蒂的演戲家族》（2007）
- 《4 拍 4 家族》(2023)

## 參看
- 好戲量

## 外部連結
- 楊秉基創作日誌
- Banky Yeung 楊秉基的Facebook專頁